# Theofilos Karasavvidīs
Theofilos Karasavvidīs (in greco Θεόφιλος Καρασαββίδης?; Giannitsa, 27 aprile 1971) è un ex calciatore greco, di ruolo attaccante.

## Carriera

### Giocatore

#### Club
Dal 1989 al 1995 gioca nell'Apollon Smyrnis, squadra dove ha militato anche l'ex-interista Giōrgos Karagkounīs e Kōstas Chalkias. Alla sua prima stagione gioca 29 partite e segna anche un gol, qui gioca insieme a Demis Nikolaidis, diventato in seguito presidente dell'AEK Atene. Insieme portano la squadra alla finale della Coppa di Grecia persa in finale contro l'AEK Atene di Vasilīs Tsiartas.
Nell'estate 1995 passa all'Olympiakos Pireo, dove raggiunge un terzo posto in campionato, totalizzando 15 presenze e segnando 2 reti. Nella stagione 1996-1997 vince il titolo greco davanti all'AEK Atene e all'OFI Creta, totalizzando 12 presenze senza mai segnare.
Nell'estate 1997 passa al Paniōnios, e nella stagione 1997-1998 vince la Coppa di Grecia, contro il Panathīnaïkos di Giōrgos Geōrgiadīs, Giannīs Gkoumas, Aggelos Mpasinas e del portiere greco Antōnīs Nikopolidīs. Nella finale, vinta dal Paniōnios per 1-0 con rete dell'ex giocatore dell'Udinese e Perugia Dīmītrīs Nalitzīs, Theofilos Karasavvidīs entra al 78' al posto di Tasos Katsambis, contribuendo alla conquista della seconda Coppa di Grecia da parte della squadra di Atene, insieme a Takis Fyssas.
Nell'estate 1999 approda in Italia, alla Torres di Sassari in Sardegna, squadra militante in Serie C2 e scopritrice di talenti come Gianfranco Zola. Prima del campionato, Karasavvidīs segna un gol al Cagliari nella gara amichevole finita 2-2 con reti di Patrick Mboma e Jason Mayélé. Alla Torres fu uno dei trascinatori per la vittoria del campionato e della promozione in C1 della squadra sassarese, mettendo a segno 19 reti (risultando il capocannoniere dell'intera Serie C2) formando una coppia d'attacco formidabile insieme a Stefano Udassi. Dopo la brillante stagione alcune squadre, fra cui il Como, mostrano il proprio interesse e, vista l'opportunità, Karasavvidīs chiede di essere ceduto.
Nel settembre del 2000 passa al Como, per poi venir girato in prestito al Catania nell'ottobre del 2000. Theofilos Karasavvidīs ha disputato la sua ultima stagione nel 2006-2007 con il Mariano Comense nel campionato di Eccellenza della Lombardia e poi si è ritirato dal calcio giocato.

#### Nazionale
Debutta nella nazionale maggiore nel 1992, in un'amichevole contro l'Albania. Viene però ben presto chiuso da giocatori più esperti come Nikos Machlas, Stratos Apostolakīs, Dīmītrīs Saravakos e da Nikos Nioplias, che non gli permettono di partecipare al campionato del mondo 1994.

### Dopo il ritiro
Dopo il ritiro dall'attività agonistica ha lavorato come massofisioterapista in un centro wellness a Como. Nel febbraio 2018 ritorna a Sassari e viene accolto calorosamente dalla curva dei tifosi della Torres allo stadio Vanni Sanna. Diventa anche procuratore di alcuni giocatori come Marios Oikonomou, Dīmītrīs Diamantakos, Charalampos Lykogiannīs, Dušan Vlahović e Alfredo Morelos.

## Statistiche

### Presenze e reti nei club
| Stagione               | Squadra                | Campionato             | Campionato | Campionato | Coppe nazionali | Coppe nazionali | Coppe nazionali | Coppe continentali | Coppe continentali | Coppe continentali | Altre coppe | Altre coppe | Altre coppe | Totale | Totale |
| Stagione               | Squadra                | Comp                   | Pres       | Reti       | Comp            | Pres            | Reti            | Comp               | Pres               | Reti               | Comp        | Pres        | Reti        | Pres   | Reti   |
| ---------------------- | ---------------------- | ---------------------- | ---------- | ---------- | --------------- | --------------- | --------------- | ------------------ | ------------------ | ------------------ | ----------- | ----------- | ----------- | ------ | ------ |
| 1989-1990              | Apollōn Smyrnīs        | SL                     | 28         | 4          | CG              | 0               | 0               | 0                  | 0                  | 0                  | 0           | 0           | 0           | 28     | 4      |
| 1990-1991              | Apollōn Smyrnīs        | SL                     | 31         | 3          | CG              | 0               | 0               | CU                 | 0                  | 0                  | 0           | 0           | 0           | 31     | 3      |
| 1991-1992              | Apollōn Smyrnīs        | SL                     | 32         | 3          | CG              | 0               | 0               | CdC                | 0                  | 0                  | 0           | 0           | 0           | 32     | 3      |
| 1992-1993              | Apollōn Smyrnīs        | SL                     | 31         | 2          | CG              | 0               | 0               | CdC                | 0                  | 0                  | 0           | 0           | 0           | 31     | 2      |
| 1993-1994              | Apollōn Smyrnīs        | SL                     | 33         | 4          | CG              | 0               | 0               | CdC                | 0                  | 0                  | -           | -           | -           | 33     | 4      |
| 1994-1995              | Apollōn Smyrnīs        | SL                     | 32         | 4          | CG              | 0               | 0               | CdC                | 0                  | 0                  | 0           | 0           | 0           | 32     | 4      |
| Totale Apollon Smyrnis | Totale Apollon Smyrnis | Totale Apollon Smyrnis | 187        | 20         |                 | 0               | 0               |                    | 0                  | 0                  |             | 0           | 0           | 187    | 20     |
| 1995-1996              | Olympiacos             | SL                     | 15         | 2          | CG              | 0               | 0               | CdC                | 0                  | 0                  | SI          | 0           | 0           | 15     | 2      |
| 1996-1997              | Olympiacos             | SL                     | 12         | 0          | CG              | 0               | 0               | UCL                | 0                  | 0                  | SU          | 0           | 0           | 12     | 0      |
| Totale Olympiakos      | Totale Olympiakos      | Totale Olympiakos      | 27         | 2          |                 | 0               | 0               |                    | 0                  | 0                  |             | 0           | 0           | 27     | 2      |
| 1997-1998              | Paniōnios              | SL                     | 20         | 3          | CG              | 0               | 0               | CU                 | 0                  | 0                  | 0           | 0           | 0           | 20     | 3      |
| 1998-1999              | Paniōnios              | SL                     | 27         | 11         | CG              | 0               | 0               | UCL                | 0                  | 0                  | 0           | 0           | 0           | 27     | 11     |
| Totale Paniōnios       | Totale Paniōnios       | Totale Paniōnios       | 47         | 14         |                 | 0               | 0               |                    | 0                  | 0                  |             | 0           | 0           | 47     | 14     |
| 1999-2000              | Torres                 | C2                     | 32         | 18         | CI              | 0               | 0               |                    | -                  | -                  |             | -           | -           | 32     | 18     |
| set. 2000              | Torres                 | C1                     | 3          | 1          | CI              | 0               | 0               |                    | -                  | -                  |             | -           | -           | 3      | 1      |
| Totale Torres          | Totale Torres          | Totale Torres          | 34         | 19         |                 | 0               | 0               |                    | 0                  | 0                  |             | 0           | 0           | 34     | 19     |
| set.-ott. 2000         | Como                   | C1                     | 4          | 0          | CI              | 0               | 0               | -                  | -                  | -                  | -           | -           | -           | 4      | 0      |
| 2000-2001              | Catania                | C1                     | 8          | 0          | CI              | 0               | 0               | -                  | -                  | -                  | -           | -           | -           | 8      | 0      |
| 2001-2002              | Lanciano               | C1                     | 32         | 7          | CI              | 0               | 0               | -                  | -                  | -                  | -           | -           | -           | 32     | 7      |
| 2002                   | Pro Patria             | C1                     | 7          | 0          | CI              | 0               | 0               | -                  | -                  | -                  | -           | -           | -           | 7      | 0      |
| 2002-2003              | Frosinone              | C2                     | 20         | 5          | CI              | 0               | 0               | -                  | -                  | -                  | -           | -           | -           | 20     | 5      |
| 2003-2004              | Pro Patria             | C1                     | 20         | 0          | CI              | 0               | 0               | -                  | -                  | -                  | -           | -           | -           | 20     | 0      |
| Totale Pro Patria      | Totale Pro Patria      | Totale Pro Patria      | 27         | 0          |                 | 0               | 0               |                    | 0                  | 0                  |             | 0           | 0           | 27     | 0      |
| 2004-2005              | Monza                  | C2                     | 20         | 1          | CI              | 0               | 0               | -                  | -                  | -                  | -           | -           | -           | 20     | 1      |
| 2005-2006              | Caratese               | D                      | 29         | 10         | CI              | 0               | 0               | -                  | -                  | -                  | -           | -           | -           | 29     | 10     |
| 2006-2007              | Mariano                | Ecc.                   | 0          | 0          | CI              | 0               | 0               | -                  | -                  | -                  | -           | -           | -           | 0      | 0      |
| Totale carriera        | Totale carriera        | Totale carriera        | 411        | 78         |                 | 0               | 0               |                    | 0                  | 0                  |             | 0           | 0           | 411    | 78     |

### Cronologia presenze e reti in nazionale
| Cronologia completa delle presenze e delle reti in nazionale ― Grecia | Cronologia completa delle presenze e delle reti in nazionale ― Grecia | Cronologia completa delle presenze e delle reti in nazionale ― Grecia | Cronologia completa delle presenze e delle reti in nazionale ― Grecia | Cronologia completa delle presenze e delle reti in nazionale ― Grecia | Cronologia completa delle presenze e delle reti in nazionale ― Grecia | Cronologia completa delle presenze e delle reti in nazionale ― Grecia | Cronologia completa delle presenze e delle reti in nazionale ― Grecia |
| Data                                                                  | Città                                                                 | In casa                                                               | Risultato                                                             | Ospiti                                                                | Competizione                                                          | Reti                                                                  | Note                                                                  |
| --------------------------------------------------------------------- | --------------------------------------------------------------------- | --------------------------------------------------------------------- | --------------------------------------------------------------------- | --------------------------------------------------------------------- | --------------------------------------------------------------------- | --------------------------------------------------------------------- | --------------------------------------------------------------------- |
| 29-1-1992                                                             | Tirana                                                                | Albania                                                               | 1 – 0                                                                 | Grecia                                                                | Amichevole                                                            | -                                                                     | 46’                                                                   |
| 18-12-1994                                                            | Amarousio                                                             | Grecia                                                                | 1 – 0                                                                 | Scozia                                                                | Qual. Euro 1996                                                       | -                                                                     | 86’                                                                   |
| 8-2-1995                                                              | Kalamata                                                              | Grecia                                                                | 1 – 0                                                                 | Romania                                                               | Amichevole                                                            | -                                                                     | 50’                                                                   |
| 8-3-1995                                                              | Amarousio                                                             | Grecia                                                                | 1 – 1                                                                 | Svizzera                                                              | Amichevole                                                            | -                                                                     | 72’                                                                   |
| 17-5-1995                                                             | Vilnius                                                               | Lituania                                                              | 2 – 1                                                                 | Grecia                                                                | Amichevole                                                            | -                                                                     | 46’                                                                   |
| Totale                                                                |                                                                       | Presenze                                                              | 5                                                                     |                                                                       | Reti                                                                  | 0                                                                     |                                                                       |

| Cronologia completa delle presenze e delle reti in nazionale ― Grecia under 21 | Cronologia completa delle presenze e delle reti in nazionale ― Grecia under 21 | Cronologia completa delle presenze e delle reti in nazionale ― Grecia under 21 | Cronologia completa delle presenze e delle reti in nazionale ― Grecia under 21 | Cronologia completa delle presenze e delle reti in nazionale ― Grecia under 21 | Cronologia completa delle presenze e delle reti in nazionale ― Grecia under 21 | Cronologia completa delle presenze e delle reti in nazionale ― Grecia under 21 | Cronologia completa delle presenze e delle reti in nazionale ― Grecia under 21 |
| Data                                                                           | Città                                                                          | In casa                                                                        | Risultato                                                                      | Ospiti                                                                         | Competizione                                                                   | Reti                                                                           | Note                                                                           |
| ------------------------------------------------------------------------------ | ------------------------------------------------------------------------------ | ------------------------------------------------------------------------------ | ------------------------------------------------------------------------------ | ------------------------------------------------------------------------------ | ------------------------------------------------------------------------------ | ------------------------------------------------------------------------------ | ------------------------------------------------------------------------------ |
| 21-9-1993                                                                      | Ulma                                                                           | Germania                                                                       | 3 – 3                                                                          | Grecia                                                                         | Amichevole                                                                     | -                                                                              |                                                                                |
| Totale                                                                         |                                                                                | Presenze                                                                       | 1                                                                              |                                                                                | Reti                                                                           | 0                                                                              |                                                                                |

## Palmarès

### Club
- Campionato greco: 1

Olympiakos: 1996-1997
- Coppa di Grecia: 1

Paniōnios: 1997-1998
- Campionato italiano Serie C2: 1

Torres: 1999-2000 (girone B)

### Individuale
- Capocannoniere della Serie C2: 1

Torres: 1999-2000 (19 gol)